# Amphoe Hat Samran
Amphoe Hat Samran (thailändisch อำเภอ หาดสำราญ) ist ein Landkreis (Amphoe – Verwaltungs-Distrikt) im Süden der Provinz Trang. Die Provinz Trang liegt im Südwesten der Südregion von Thailand.

## Geographie
Im Osten liegt der Landkreis Palian, im Norden Kantang. Nach Westen und Süden liegt die Andamanensee.
Teile des Nationalpark Mu Ko Phetra liegen im Landkreis.

## Geschichte
Am 30. April 1994 wurde Hat Samran zunächst als Kleinbezirk (King Amphoe) eingerichtet, indem er vom Amphoe Palian abgetrennt wurde.
Am 15. Mai 2007 hatte die thailändische Regierung beschlossen, alle 81 King Amphoe in den einfachen Amphoe-Status zu erheben, um die Verwaltung zu vereinheitlichen.
Mit der Veröffentlichung in der Royal Gazette „Issue 124 chapter 46“ vom 24. August 2007 trat dieser Beschluss offiziell in Kraft.

## Verwaltung

### Provinzverwaltung
Amphoe Hat Samran ist in drei Unterbezirke (Tambon) eingeteilt, welche weiter in 21 Dorfgemeinschaften (Muban) unterteilt sind.
| \| Nr. \| Name \| Thai \| Dörfer \| Einw.[4] \| \| --- \| ---------- \| -------- \| ------ \| -------- \| \| 1. \| Hat Samran \| หาดสำราญ \| 11 \| 8.696 \| \| 2. \| Ba Wi \| บ้าหวี \| 04 \| 3.218 \| \| 3. \| Tase \| ตะเสะ \| 06 \| 4.545 \| |            |          |        |       |
| Nr. | Name       | Thai     | Dörfer | Einw. |
| 1. | Hat Samran | หาดสำราญ | 11     | 8.696 |
| 2. | Ba Wi      | บ้าหวี     | 04     | 3.218 |
| 3. | Tase       | ตะเสะ    | 06     | 4.545 |

### Lokalverwaltung
Es gibt keine Städte (Thesaban) im Landkreis.
Jeder der drei Tambon wird von einer „Tambon-Verwaltungsorganisation“ (องค์การบริหารส่วนตำบล – Tambon Administrative Organization, TAO) verwaltet.